# Marian Sokołowski (polityk)
Marian Sokołowski (ur. 28 lipca 1939 w Brzozowej, zm. 23 grudnia 1997) – polski górnik i polityk, poseł na Sejm PRL VIII i IX kadencji.

## Życiorys
Ukończył Technikum Górnicze, a od 1962 pracował w Kopalni Węgla Kamiennego „Rozbark” w Bytomiu (jako cieśla górniczy, strzałowy, kombajnista, górnik przodowy i sztygar zmianowy). W 1963 wstąpił do Polskiej Zjednoczonej Partii Robotniczej, gdzie zasiadał w egzekutywie Komitetu Zakładowego oraz w Komitecie Miejskim. W 1980 uzyskał mandat posła na Sejm PRL VIII kadencji z okręgu Bytom. Zasiadał w Komisji Górnictwa, Energetyki i Chemii, Komisji Mandatowo-Regulaminowej, Komisji Nadzwyczajnej do rozpatrzenia projektu ustawy o Radach Narodowych i Samorządzie Terytorialnym oraz w Komisji Górnictwa, Energetyki i Wykorzystania Zasobów Naturalnych. W 1985 uzyskał reelekcję z tego samego okręgu. Zasiadał w Komisji Regulaminowej i Spraw Poselskich oraz w Komisji Górnictwa i Energetyki.
Pochowany na cmentarzu komunalnym w Bytomiu.